# 瀨那步美
瀨那步美（1975年9月30日—）是日本女性聲優，千葉縣出身。舊名櫻川朝惠，原名加藤朝惠。

## 演出作品

### 動畫作品
- 我們這一家（店員、齊藤、朋友、電視聲音B、記者 其他）
- 蜡笔小新（女性、販賣員、女大學生C、尼亞 其他）
- 史上最強弟子兼一（白濱穗香）
- 魯莽天使（チエ、服務生、女高中生、小辣妹B）
- 新哆啦A夢（チルチル、少年、女孩子、記者、球 等）
- 忍者乱太郎（ミカ、妻）
- 怪醫黑傑克（ツユ子）
- BLEACH（黑崎遊子、香·孫孫）
- 聖石小子（スーザン）
- 麵包超人（熊小孩）
- 閃亮雙胞胎（客人）
- 魔法水果籃（女子2）
- 完美超人Joe（史拉根 他）
- 戰爭程序員白瀨（坂本悅子、秋月郁〈幼年〉）
- 電光快車俠（布拉洽盧卡利）
- PEACE MAKER鐵（妹）
- 名偵探柯南（廣播、真壁的妹妹）
- 圓盤皇女（女學生）
- BLEACH 千年血戰篇（黑崎遊子、香·孫孫）

### OVA
- BLEACH（黑崎遊子）
- 與麵包超人一起數數字1・2・3（土老鼠六兄弟5）

### 劇場版
- 河童之夏（新花卷車站廣播）
- 蠟筆小新：小白的屁屁炸彈（海之家的大姊姊）
- 蠟筆小新：3分鐘百變大進擊（ホステス）
- 大雄的恐龍2006（女孩子B）
- 大雄的綠色巨人傳（女官）
- 蠟筆小新：春日部野生王國（SKBE的女性）

## 外部連結
- ゆーりんプロによる公式プロフィール （页面存档备份，存于）
- 詳細PROFILEPDF
- いなせなたりらりら～ん （页面存档备份，存于）（本人のブログ）